# ЛІГА:ЗАКОН
LIGA ZAKON (раніше - ЛІГА ЗАКОН) — українська продуктова ІТ-компанія, що заснована 1991 року, та спеціалізується на розробці рішень для моніторингу та попередження інформаційних ризиків, а також виявлення потенційних можливостей для розвитку бізнесу..  
Компанія є розробником хмарної платформи LIGA360, яка поєднує системи моніторингу та аналізу законодавства, судових рішень, перевірки компаній на основі відкритих даних, договірної роботи, медіамоніторингу тощо. У LIGA ZAKON працює більше 200 спеціалістів. Офіс знаходиться у Києві.
Компанія є учасником спеціального правового режиму для IT-компаній Дія City.
Має розгалужену мережу дилерів.

## Історія
1991-2000
У 1991 році на той час українські вчені Сергій і Марина Бондаренки та Володимир Єгіпко вирішують створити власний бізнес та починають будувати першу в Україні legal tech компанію. Її назвали Інформаційно-аналітичним центром “ЛІГА”. 
У 1992 році підприємці створюють першу версію інформаційно-правової системи, яка містить дані про діючі на той час закони та інші нормативно-правові акти. Інформаційним партнером системи стає Кабінет Міністрів України.
З 1993 в інформаційно-правовій системі впроваджується технологія “злистування” змінених фрагментів, яка пізніше, у 2001 році, вдосконалена та запатентована. Технологія дозволяє на одному екрані бачити, які зміни внесено у нормативно-правовий акт та помічати різницю між старою та новою версією документу. Система починає розповсюджуватись серед українських державних структур.
1995 рік — розробляється та починає працювати Windows-версія системи ЛІГА:ЗАКОН. Система починає розповсюджуватись через компакт-диски.
З1996 року система паралельно запускається в інтернеті та відкриває пошуковий сервіс з базою нормативних документів — liga.kiev.ua.
У 1997 компанія починає співпрацю з журналом "Вісник податкової служби" та впроваджує міжнародні стандарти створення програмного продукту, отримує сертифікат відповідності ПЗ міжнародному стандарту IS/IEC та ДСТУ 2850-1994. Пізніше того ж року в законодавчу базу додається аналітика і продукт перетворюється на Інформаційно-правову систему “ЛІГА:ЗАКОН”.
1999 рік — система "ЛІГА:ЗАКОН" отримує сертифікат за міжнародним стандартом ISO 9001 та переходить на трьомовну версію - українська, російська, англійська мови.
2001-2010
В середині 2001 року компанія стає партнером Міністерства юстиції України і платформою ЛІГА:ЗАКОН починають користуватися українські суди.
У 2002 році компанія починає працювати з бухгалтерами. Для цього створюється спеціальний сервіс для бухгалтерів "ЛІГА:Бухгалтер".
2003 року LIGA ZAKON видає двотомне керівництво з правил взаємодії з перевіряючими державними органами, підготовки до перевірок і захисту підприємств, яке назвали "Мистецтво оборони". Пізніше ці рекомендації з’являться в закритій частині інформаційно-правової системи ЛІГА:ЗАКОН у вигляді окремого модулю. Модуль містить інформацію про права кожного перевіряючого органу, алгоритми дій для підприємців під час перевірок, судову практику тощо. Того ж року компанія створює власний дата-центр та відкриває прес-центр.
У 2004 році компанія розробила спеціальне рішення для крупних компаній ЛІГА:КОРПОРАЦІЯ.
У 2006 році — на платформі з’являється перше аналітичне видання для юристів "Правовий аспект" (у 2010 р. воно трансформувалося в тижневик "ЮРИСТ&ЗАКОН").
2008 рік — створено друге періодичне аналітичне видання, тепер для бухгалтерів - БУХГАЛТЕР&ЗАКОН. Також започатковано проєкт зі співпраці з українськими вишами - "Вища ЛІГА".
2011-2020
У 2012 році компанія запускає новий продукт - систему пошуку та аналізу судових рішень VERDICTUM. Це система, що аналізує всі судові рішення, які містяться у Єдиному державному реєстрі судових рішень та дає юристу змогу швидко знайти необхідну судову практику з будь-якого питання.
Влітку 2013 року LIGA ZAKON запускає продукт для бухгалтерів - "БУМ: Бухгалтерський розУмний Модуль" .
У 2014 році починається війна на сході України і компанія започатковує проєкт для українських військових "Правова допомога постраждалим в АТО", який полягає у наданні безоплатної юридичної допомоги ветеранам та переселенцям.
На початку 2015 року стартує проєкт "Карта законодавчих новацій". Це щорічний збірник найважливіших змін у законодавстві України.
Починаючи з 2016 року система LIGA:ZAKON переміщується “у хмару”, а також запускає комунікаційний проєкт LIGA:HUB, на базі якого організовує діалог бізнесу, влади та суспільства. Влітку того ж року функціонал LIGA ZAKON розширюється. Починаючи з цього часу, додається можливість перевірити інформацію про будь-яку компанію України через пошук у базі даних, створеній на інформації з відкритих реєстрів. Станом на 2016 рік у базі зберігається інформація про 1,5 мільйона юридичних осіб. Паралельно, разом з Міністерством юстиції України, створено сервіс СМС-Маяк [Архівовано 25 червня 2017 у Wayback Machine.], що дозволяє попереджати рейдерські захоплення нерухомості, сигналізуючи про зміни в реєстрах щодо об’єкту.
У 2017 році LIGA ZAKON створила сервіс здачі електронної звітності LIGA:REPORT.
У 2019 році ⁣на платформі LIGA ZAKON оновлено функцію перевірки інформації про компанії. З’явився сервіс “Зв’язки”, який у графічному вигляді швидко знаходить зв’язки між компаніями через засновників, бенефіціарів чи директорів, адреси реєстрації, а також дозволяє побачити історію участі будь-якої компанії у державних тендерах. Також було запущено бот ReporTax для фізичних осіб-підприємців, щоб спростити подачу звітності та сплату податків. В кінці року LIGA ZAKON оголосила та провела перший юридичний рейтинг LIGA ZAKON AWARDS. Рейтинг стає щорічним.
2021-2024
У 2021 році LIGA ZAKON запускає сервіс для автоматизації договірної роботи CONTRACTUM, а в кінці року проводить ребрендинг і разом з тим об’єднує всі свої продукти в рамках однієї інформаційної платформи з управління ризиками LIGA360.
На початку 2022 року LIGA ZAKON приєдналася до спеціального правового режиму для IT-компаній України Дія Сіті. Одразу після початку повномасштабного вторгнення росії в Україну, на початку березня 2022 року, компанія відкрила безкоштовний доступ до платформи LIGA360 для всіх державних органів, судів та силових відомств.

## Основні напрямки діяльності
- Розробка платформи для пошуку та аналізу законодавства;
- Збір, аналіз та систематизація відкритих даних;
- Моніторинг, аналіз прогнозування судових рішень;
- Автоматизація договірної роботи;
- Моніторинг ЗМІ;
- Медіа;
- Організація навчальних заходів для професійних спільнот

## Продукти
LIGA360
LIGA360 - комплексна інформаційно-аналітична платформа, яка на кожному етапі господарської діяльності виявляє та мінімізує ризики. Типи ризиків, які допомагає виявити LIGA 360 – юридичні, регуляторні, судові, фінансові, репутаційні, неблагонадійні партнери та небажані зв'язки, ділові, санкційні. У рамках платформи об’єднано функції для різних професіоналів:
1. Для compliance офіцерів. Платформа дозволяє шукати інформацію про фізичних та юридичних осіб, їх зв’язки, наявність судових позовів чи входження у санкційні списки (46 санкційних списків із 144 юрисдикцій).
2. Для юристів. Платформа дає змогу шукати та аналізувати правову інформацію та судові рішення, готувати позови, прогнозувати результати розгляду судових справ на базі AI та ML, отримувати шаблони типових документів, експертну аналітику тощо.
3. Для договірної роботи. Платформа автоматизує договірну роботу, та спільну роботу з документами.
4. Media solution. Рішення для моніторингу згадок про компанію чи особу у ЗМІ.

Ця платформа використовується у багатьох судах України, податкових адміністраціях, митній службі та в інших органах влади.
ЗМІ
Інформаційні портали підприємців, юристів, бухгалтерів:
1. biz.ligazakon.net
2. jurliga.ligazakon.net
3. buh.ligazakon.net